# بوروج
بوروج (به لاتین: Buruc) یک منطقه‌ی مسکونی در جمهوری آذربایجان است که در شهرستان ترتر واقع شده است. بوروج ۱۰۰۵ نفر جمعیت دارد.